# Цай Шэн
Цай Шэн (кит. упр. 蔡晟; 12 ноября 1971, Ухань, провинция Хубэй, КНР) — китайский футболист и футбольный тренер. Выступал за национальную команду Китая на Кубке Азии по футболу 1992 года.

## Карьера игрока
Из-за своего высокого роста игрок был приглашен для участия в матчах второй сборной Китая, с которой выступал на молодёжном уровне. Затем перешёл в молодежную сборную Китая для игроков не старше 23 лет под руководством немецкого специалиста Клауса Шлаппнера. Выделялся своей скоростью и ростом, выступал на позиции центрфорварда. С 1994 года, когда началась профессионализация китайского футбола, присоединился к команде «Ухань Оптикс Вэлли», за которую в итоге провёл практически всю карьеру. После того, как «Ухань» в 1998 году попал в высшую лигу Китая (на тот момент называлась Лига Цзя-А), игрока заметили в национальной команде. В 1992–1994 провёл три товарищеских матча. В 1992 году два матча сыграл в ныне расформированном восточноазиатском турнире Кубок Династии. В 1992 года также один матч провёл в Кубке Азии по футболу 1992 года. Наибольшие успехи показал в квалификационном турнире к чемпионату мира 1994 года, выходил на площадку в 5 матчах, забил 4 гола.

## Карьера тренера
Карьеру тренера начала в 2004 году в клубе «Харбин Сели». В сезонах 2007–2008 годов был главным тренером команды «Вэньчжоу Баолун». В 2009 году вернулся в команду «Циндао Хайлифэн».

## Достижения

### В качестве игрока

#### Клубные
Вторая сборная Китая
- Победитель Лиги Цзя-А : 1989[2]

«Ухань Оптикс Вэлли»
- Победитель Лиги Цзя-Б : 1997[3]